# تشاك رولاند
تشاك رولاند (بالإنجليزية: Chuck Rowland)‏ هو لاعب كرة قاعدة أمريكي، ولد في 23 يوليو 1899 في وارينتون في الولايات المتحدة، وتوفي في 21 يناير 1992 في رالي في الولايات المتحدة.

## وصلات خارجية
- تشاك رولاند على موقعبيزبول رفرنس.كوم (الدوري الرئيسي) (الإنجليزية)
- تشاك رولاند على موقعبيزبول رفرنس.كوم (الدوري الثانوي) (الإنجليزية)